# Villages antiques du Nord de la Syrie
Les  villages antiques du Nord de la Syrie, ou villes mortes sont un ensemble de villages en ruine datant de l'Antiquité tardive et de l'époque byzantine situés dans le Massif calcaire, au nord-ouest de la Syrie. On a répertorié quelque sept cents sites antiques dans cette région.
La plupart ont été fondés entre le Ier et le VIIe siècle et abandonnés entre le VIIIe et le Xe siècle. Ces communautés rurales ont connu leur apogée vers le IVe siècle grâce au commerce du vin, de l'olive et des céréales. Leurs villages étaient généralement organisés autour des villas de grands propriétaires terriens hellénophones, de bâtiments publics et d'églises.
Une fois qu'ils furent abandonnés, l'éloignement relatif ce ces villages des grands centres d'habitation les ont préservés du réemploi des matériaux, si bien qu'ils constituent des ensembles architecturaux dont dans un remarquable état de conservation. De plus, leur développement qui s'étale entre l'Antiquité et le Moyen Âge permet d'illustrer l'émergence du christianisme au sein des communautés rurales du Proche-Orient.
Une quarantaine de ces villages, regroupés au sein de huit parcs, sont inscrits au patrimoine mondial de l'Unesco en 2011, mais dès 2013, la guerre civile syrienne entraîne leur inscription en urgence sur la liste du patrimoine mondial en péril.

## Géographie

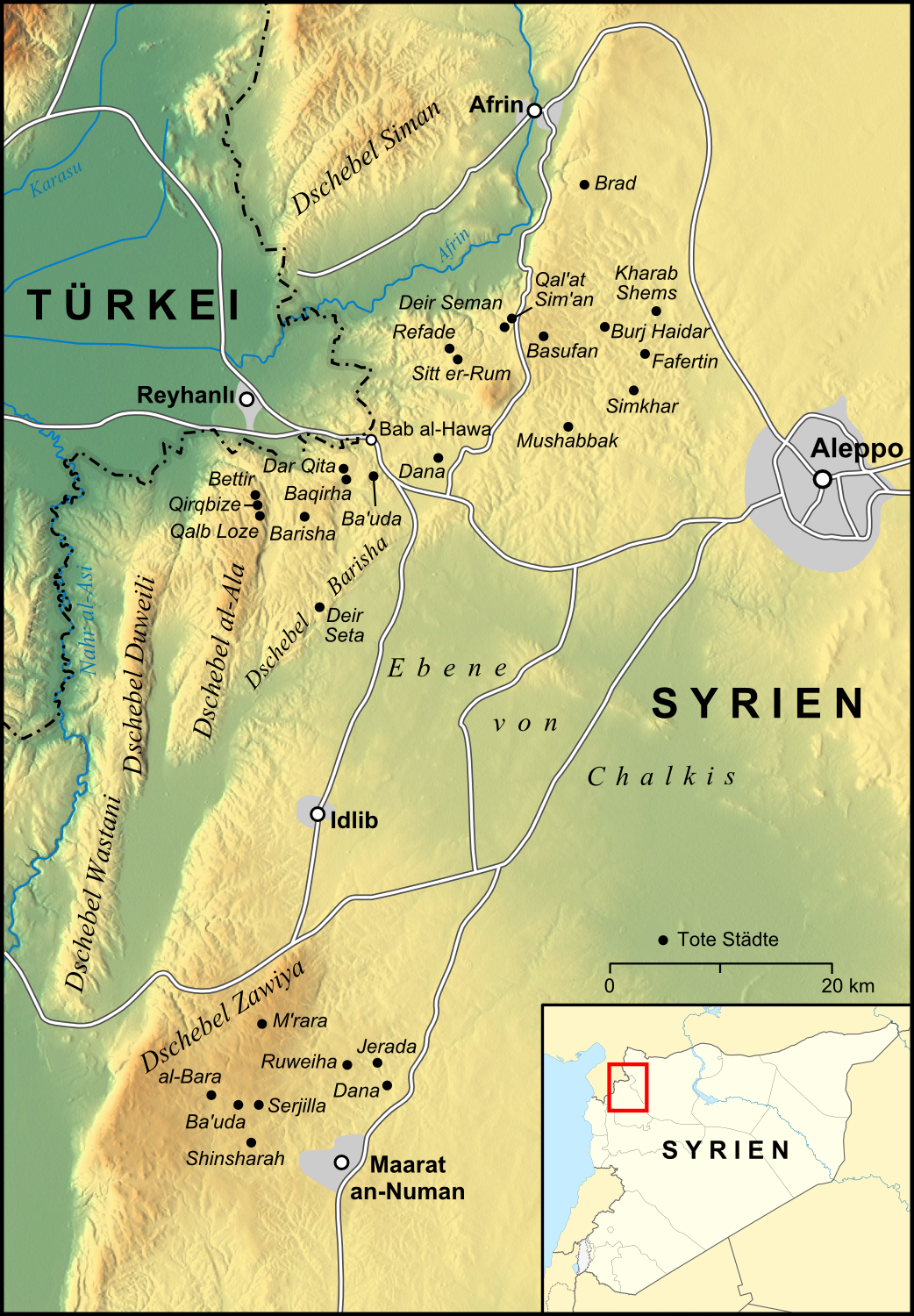
Carte des principaux villages du Massif calcaire.

Le Massif calcaire du nord-ouest syrien couvre une superficie d'environ 5 500 kilomètres carrés, sur environ 150 kilomètres de longueur du nord au sud, et quelque 40 à 50 kilomètres de largeur d'est en ouest. Il est bordé au nord par la vallée de l'Afrin et au sud par l'Oronte.
Il forme une zone de collines culminant à 400-500 mètres d'altitude, avec des monts pouvant dépasser les 800 mètres. Il se divise en trois régions: le nord, le centre et le sud. Au nord se trouve la région du djebel Se'man (à l'est de la route Dar Taizzah - Basuta - Afrin) et le djebel Halaqa (autour de Dar Taizzah). Le centre se divise en trois chaînes. On y trouve, d'ouest en est, le djebel Duwayli et le djebel Wastani (au sud de Jisr al-Choghour), le djebel il-Ala (au sud de Qalb Loze) avec le mont Teltita culminant à 819 mètres et enfin à l'est le djebel Barisha, au sud de la ville éponyme. Le sud du Massif calcaire, le djebel Zawiye se développe au nord-ouest de Ma'arrat al-Numan et au sud d'Idlib. Il comprend les plus hautes altitudes, avec le mont Nebi Ayyub culminant à 937 mètres.
Ce plateau karstique de colline est peu peuplé et ne peut convenir qu'à une agriculture extensive. En plus de la vigne et de l'olive dans quelques régions, le blé et l'orge sont cultivés principalement lors des mois d'hiver. Les grandes vallées en revanche bénéficient d'un sol profond et fertile de calcaire rouge.
En dépit des précipitations abondantes des mois d'hiver, il n'existe pas de rivières dans la région, et on ne trouve des puits profonds que dans les vallées. Les habitants des villages situés sur les collines se sont depuis longtemps adaptés à ces conditions environnementales en construisant des citernes. Dans l'Antiquité, la région n'était pas plus boisé qu'aujourd'hui, même si l'érosion a pu faire disparaître certaines portions de terre meuble. Certains puits permettent l'irrigation par pompage de l'eau, permettant la culture de légumes en été.

## Histoire

### Origine
Durant l'Antiquité, la région dans laquelle se situent les villages est bordée au sud-ouest par les villes d'Antioche, sur l'Oronte, et d'Apamée; au nord par Cyrrhus, à l'est par Alep. Antioche et Apamée sont les capitales administratives respectivement du nord (Syria Prima) et du sud de la région (Syria Secunda). Dans le Massif calcaire, seuls trois sites peuvent être considérés comme des villes à l'époque romaine : Al-Bara (Kapropera), la plus grande, Deir Seman (Telanissos), centre religieux et de pèlerinage près du monastère de Siméon, et Brad (Kaprobarada), centre administratif du djebel Semʻān qui connaît son apogée au VIe siècle. Les autres localités, villages de moindre importance, abritent souvent une ou deux églises, ou se trouvent à proximité d'un monastère. Les Romains donnèrent à cette région et à l'ensemble de celle du Massif calcaire le nom de Belus.
Les plus vieux vestiges remontent au Ier siècle, notamment les inscriptions trouvées à Refade, qui datent des années 73-74. Trente-cinq inscriptions ont été datées entre le Ier et le IIIe siècle. La plupart d'entre elles sont rédigées en grec, quelques-unes en syriaque.
La plus ancienne inscription chrétienne date, elle, de 326-327. Au milieu du IVe siècle, la ville d'Antioche est devenue majoritairement chrétienne, mais dans les régions rurales, les cultes païens romains et grecs persistent jusqu'à la fin du IVe siècle, au moment où l'empereur Théodose ordonne la destruction des temples païens. Des églises chrétiennes sont alors érigées sur le site des anciens temples.
Entre 250 et 300, l'architecture domestique s'appauvrit, phénomène sans doute lié à des troubles externes: d'une part, la prise d'Antioche par les Perses sassanides en 256 aurait pu indirectement affecter les zones rurales; il est d'autre part également possible qu'une épidémie de peste ait ravagé la région pendant une quinzaine d'années. Cette période de déclin est suivie dès le IVe siècle par un renouveau des villages ruraux, qui connaissent une nouvelle expansion aboutissant bientôt à leur apogée, la grande majorité des vestiges étant datés entre le IVe et le VIIe siècle.

### Société

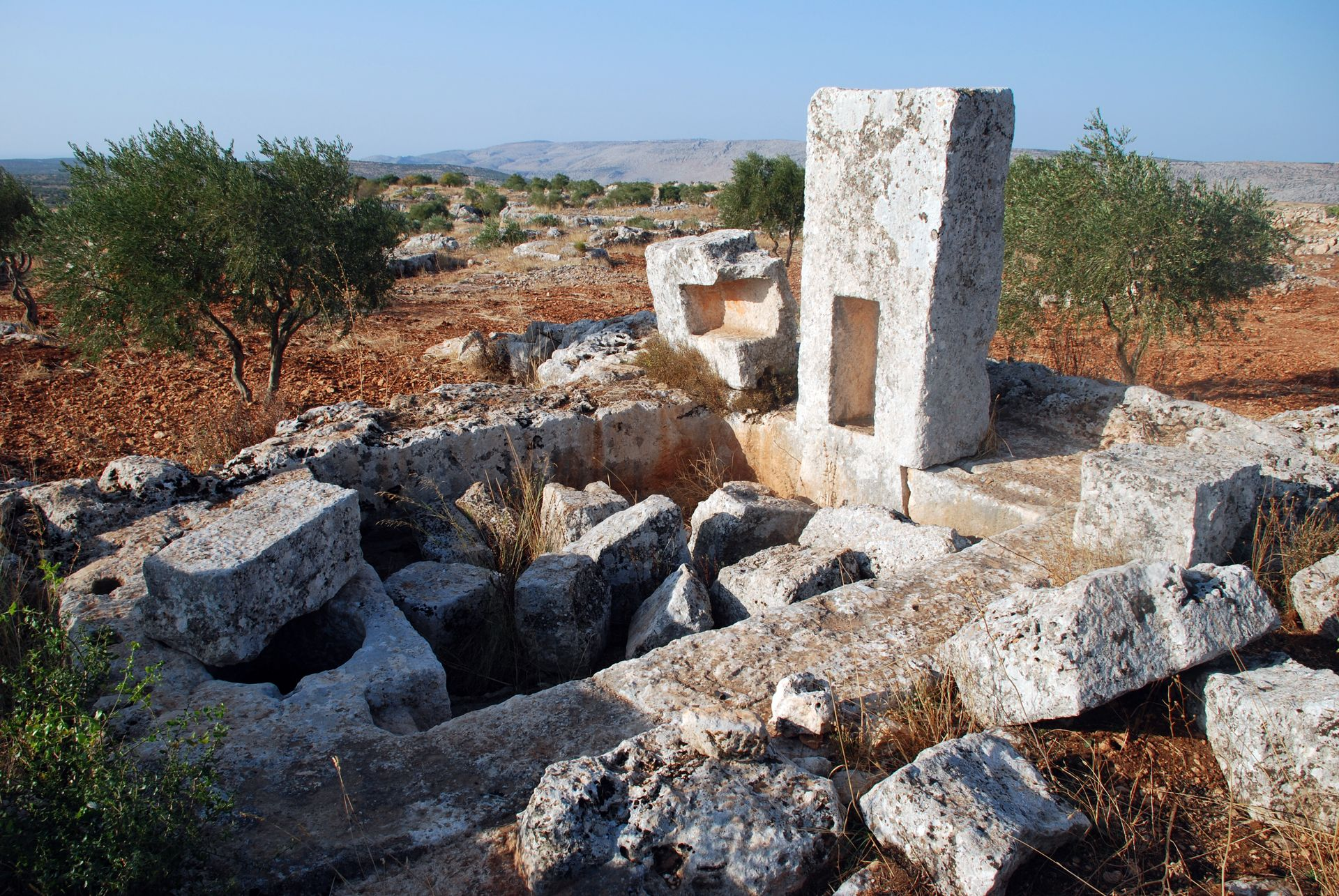
Pressoir à arbre à Barisha. Les olives sont écrasées dans le grand bassin. La pierre verticale de droite servait à accueillir la poutre en bois qui, avec des poids en pierre, était abaissée pour presser la pâte d'olive dans l'orifice circulaire à gauche.

On a retrouvé dans les villages des centaines de pressoirs à huile datant du début de la période byzantine, témoignant de l'importance de l'huile d'olive dans l'économie. La monoculture des oliveraies est le principal moyen de subsistance des villages. L'huile produite est vendue aux caravanes ou dans les villes les plus proches. Dans une moindre mesure, notamment vers le djebel Zawiye, au sud, on trouve également une production vinicole. Certaines inscriptions font état d'une production relativement importante de légumes et de céréales. Le grand nombre d'abreuvoirs en pierre trouvés dans plusieurs maisons indique la pratique de l'élevage de vaches, de moutons et de chevaux. En outre, les villages situés près des axes de communications et des pistes des caravanes qui reliaient l'arrière-pays, à l'est, et la vallée de l'Oronte, pouvaient pratiquer un commerce de longue distance. Enfin, surtout au Nord, les nombreuses églises et monastères qui apparaissent et se développent à partir du Ve siècle représentent un atout économique important, renforcé par les pèlerinages et les bénéfices qui leur sont liés.
Les habitants étaient des propriétaires terriens, des fermiers ou des travailleurs agricoles. Les seigneurs féodaux vivaient souvent en ville, leurs propriétés agricoles (Epoikia) étant situées majoritairement à proximité des grandes villes et exploitées par des fermiers dépendants. À ceux-là s'opposent les Kornai, villages situés plutôt dans l'arrière-pays, et dont les terres étaient cultivées par des fermiers libres qui payaient des impôts. Une partie des terres étaient données en affermage à des dignitaires ou à des soldats en reconnaissance de services particuliers. Il existait une forme particulière de contrat entre propriétaires terriens et fermiers : le fermier s'engageait à cultiver la terre pendant un certain nombre d'années, au terme desquelles et en échange de quoi il devenait propriétaire de la moitié des terrains (pour la culture des olives, cela correspondait à la première récolte). De grandes propriétés ont ainsi été subdivisées en parcelles plus petites dont les limites étaient marquées par des alignements de pierres.
Le pressage des olives était réalisé par étape. La première consistait à broyer les olives au moyen d'une meule en pierre. La pâte d'olive était ensuite pressée dans des pressoirs à arbres à l'aide de poids en pierre. On retrouve des pressoirs dans des maisons individuelles, les plus grands étant partagés par les habitants. La récolte des olives d'octobre à novembre puis le traitement de l'huile nécessitaient la collaboration de toute la population. Il fallait quatre à cinq mois de travail par an pour la culture et la transformation des olives. De plus, une nouvelle oliveraie avait besoin de douze à quinze ans avant de donner sa première récolte, ce qui forçait les habitants à trouver des sources de revenus provisoires. Le grand nombre de pressoirs retrouvé témoigne de la richesse des villages : 56 dans le djebel Se'man, 157 dans la région centrale et 36 dans le djebel Zawiye.

### Abandon
Plusieurs théories ont été avancées sur l'abandon des villages et l'émigration complète de leurs populations au Xe siècle.
Dans les années 1860, Charles-Jean-Melchior de Vogüé émit l'idée d'une société constituée d'une noblesse terrienne raffinée et cultivée commandant une multitude d'esclaves dans les champs, qui aurait fini par fuir à l'arrivée des invasions musulmanes au VIIe siècle, mais les preuves recueillies vers 1900 démontrent l'occupation de nombreux villages encore au VIIIe siècle. Howard Crosby Butler proposa l'hypothèse de changements environnementaux, notamment par la dégradation des sols.
Au milieu du XXe siècle, l'archéologue Georges Tchalenko avança une autre hypothèse, dans laquelle il fit une distinction économique et sociale entre une société qui se fragmente graduellement, passant de larges domaines fonciers à de petites propriétés agricoles. Selon G. Tchalenko, le déclin économique débute dès le VIIe siècle, quand le commerce vers l'ouest est interrompu par l'occupation perse. Il n'était donc plus possible (contrairement à ce qui se faisait en général jusque là) de transporter l'huile d'olive à Antioche, d'où elle était exportée dans tout le bassin méditerranéen.
Il se peut également que la demande en huile ait décliné à cause du remplacement de l'huile par la cire en tant que combustible. Cependant, l'huile d'olive ne représente pour les villages qu'une source de richesse parmi d'autres, et il ne faut pas négliger la place importante de l'auto-suffisance permise par l'élevage et la culture des céréales, des fruits, ainsi que la production de vin. On explique mal les raisons de l'abandon complet des villages et de l'émigration complète de leurs habitants au lieu d'une persistance d'une vie plus modeste sur place. Il est possible que la population se soit déplacée dans les plaines arables plus à l'est, devenues vacantes et dépeuplées par les conflits, et qui auraient pu offrir de meilleures conditions de vie.
George Tate procède de la même manière que G. Tchalenko, et s'oppose à la théorie de de Vogüé. Il voit dans l'abandon des villages une crise de type malthusien : la population continue d'augmenter tandis que les ressources disponibles plafonnent, accentuant alors les effets des mauvaises récoltes. La dégradation du commerce par les conflits aggrave la crise traversée par les villages, que leurs habitants commencent à quitter dès le VIIIe siècle pour s'installer dans les plaines plus fertiles de l'est.

## Découverte et étude
La découverte, au XIXe siècle, des villages et leur bon état de conservation ont à la fois suscité l'étonnement et nourri un intérêt pour ces ensembles qui est allé croissant. Ainsi, en 1903, dans un ouvrage sur l'histoire du christianisme primitif, le théologien américain Thomas Joseph Shanan consacre un chapitre à ces villages, parlant à leur propos d'« une Pompéi chrétienne ».
Les premières études scientifiques des ruines sont réalisées dans les années 1860, par le Français de Vogüé. Ses travaux sont publiés entre 1865 et 1877, avec les dessins de l'architecte Edmond Duthoit. Vers 1890, Howard Crosby Butler organise une expédition sous le patronage de l'université de Princeton, dont il publie les résultats en 1903. Les résultats sommaires de ses deux autres expéditions de 1905 et 1909 paraissent à titre posthume en 1929.
L'architecte Georges Tchalenko restaure vers 1935 l'église de Saint Siméon le Stylite et publie de 1953 à 1958 les trois tomes de Villages antiques de la Syrie du Nord, dans lesquels il présente la théorie du développement économique des villages antiques par la monoculture de l'olive, théorie critiquée depuis par les archéologues Georges Tate et Christine Strube (de). Dans les années 1970 à 1980, l'Institut français d'archéologie du Proche-Orient dirige les premières fouilles dans ces villages. Sous la houlette de Georges Tate et Jean-Pierre Sodini, des chantiers sont ouverts à Déhès (dans le djebel Barisha), Qal‘at Sem‘an et Sergilla, choisi notamment pour étudier les conditions sociales et économiques des villages antiques.

## Classement à l'UNESCO et guerre civile syrienne
En 2001, la Syrie organise une exposition et une réunion internationale en vue de la protection et de l'inscription des villages sur la Liste du patrimoine mondial. Ce travail a abouti à la création de huit parcs constituant un échantillon représentatif de la richesse du patrimoine archéologique et paysager. Des plans d'actions sont élaborés pour la gestion et la préservation des sites. L'ensemble des huit parcs est classé au patrimoine mondial de l'UNESCO en 2011.
La guerre civile syrienne éclate la même année, ce qui conduit à ajouter le site à la liste du patrimoine mondial en péril en 2013. Durant ce conflit, la plupart des villages subissent destructions et pillages, et ils sont peu à peu réoccupés par de nombreux déplacés.

## Formes architecturales

### Maisons d'habitation

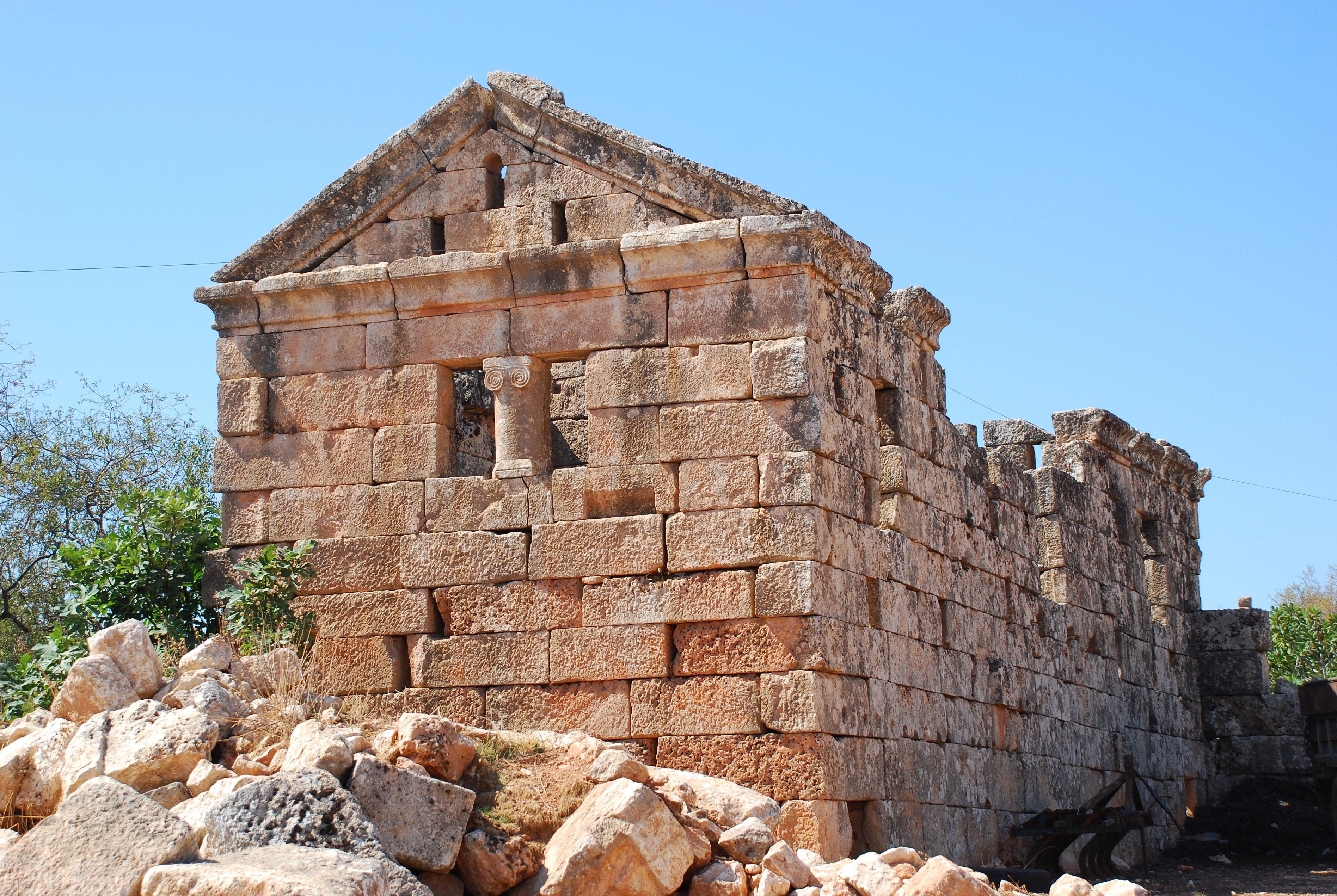
Maison à Jerada, dans la région de Jebel Zawiye.

Contrairement aux villes romaines organisées selon un plan hippodamien, en rues rectilignes se croisant à angle droit, créant systématiquement des îlots de forme carrée ou rectangulaire, les villages se sont implantés sur le massif calcaire de manière aléatoire, sans aucun plan ordonné. Aucun des lieux de rencontre urbains habituels — agora, amphithéâtre, hippodrome — ne s'y est développé.
Il s'agissait majoritairement de bâtiments résidentiels qui ne différaient des édifices publics que par des éléments décoratifs. La qualité de la construction et le choix des formes dépendaient des seuls moyens financiers des propriétaires. Ainsi, la production de colonnes cylindriques monolithiques encadrant l'entrée demandait beaucoup plus de temps et de travail que les piliers carrés. Il en va de même pour les embrasures de porte d'entrée, dont certaines sont richement décorées de reliefs.

Tous les bâtiments étaient construits en calcaire plus ou moins soigneusement assemblé, sans joint, et couverts pour la plupart d'un toit à deux pans, avec charpente de bois recouverte de tuiles. Les murs des premières maisons étaient en pierres taillées en parallélépipèdes irréguliers, disposées en double maçonnerie ; mais aux Ve et VIe siècles, les maisons furent principalement construites en maçonnerie orthogonale simple, disposée en assises horizontales de hauteur régulière, ce qui a permis une meilleure conservation.

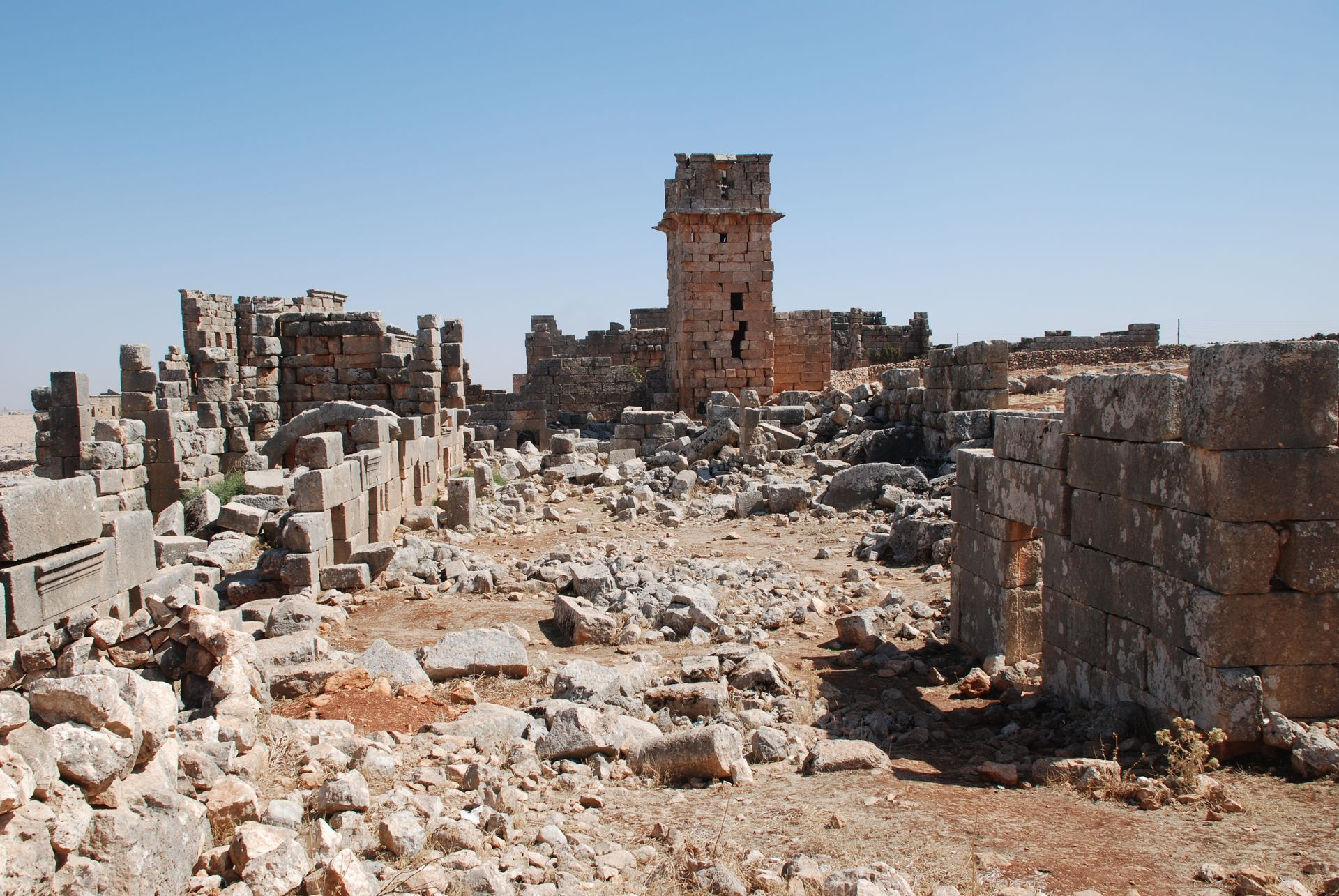
Jerada: tour et restes de maisons dans la partie inférieure de la colonie.

Des formes de base simples utilisées pour les bâtiments d'habitation sont restées inchangées sur une longue période. Disposées en long rectangle dans le sens est-ouest, les maisons s'élevaient sur deux — exceptionnellement trois — niveaux. Elles avaient un toit à pignon et deux versants, en bois. L'entrée sud était précédée par un portique soutenu soit par des piliers, soit par des colonnes, soit par une combinaison de piliers au rez-de-chaussée et de colonnes à l'étage. Le type de maison de village différait fondamentalement des maisons à péristyle des villes du nord de la Syrie. On trouvait souvent des étables au rez-de-chaussée et des pièces à vivre à l'étage supérieur. Les maisons comportaient généralement entre deux et six pièces; mais on trouve, plus rarement et seulement dans le sud, des édifices comptant jusqu'à treize pièces. Le bâtiment d'habitation faisait partie d'un domaine agricole et se dressait au milieu d'une cour entourée d'un haut mur, sur la face extérieur duquel s'élevaient des bâtiments annexes plus sommaires. La porte de la cour pouvait être simple ou marquer le statut social des propriétaires.

### Andronet autres bâtiments

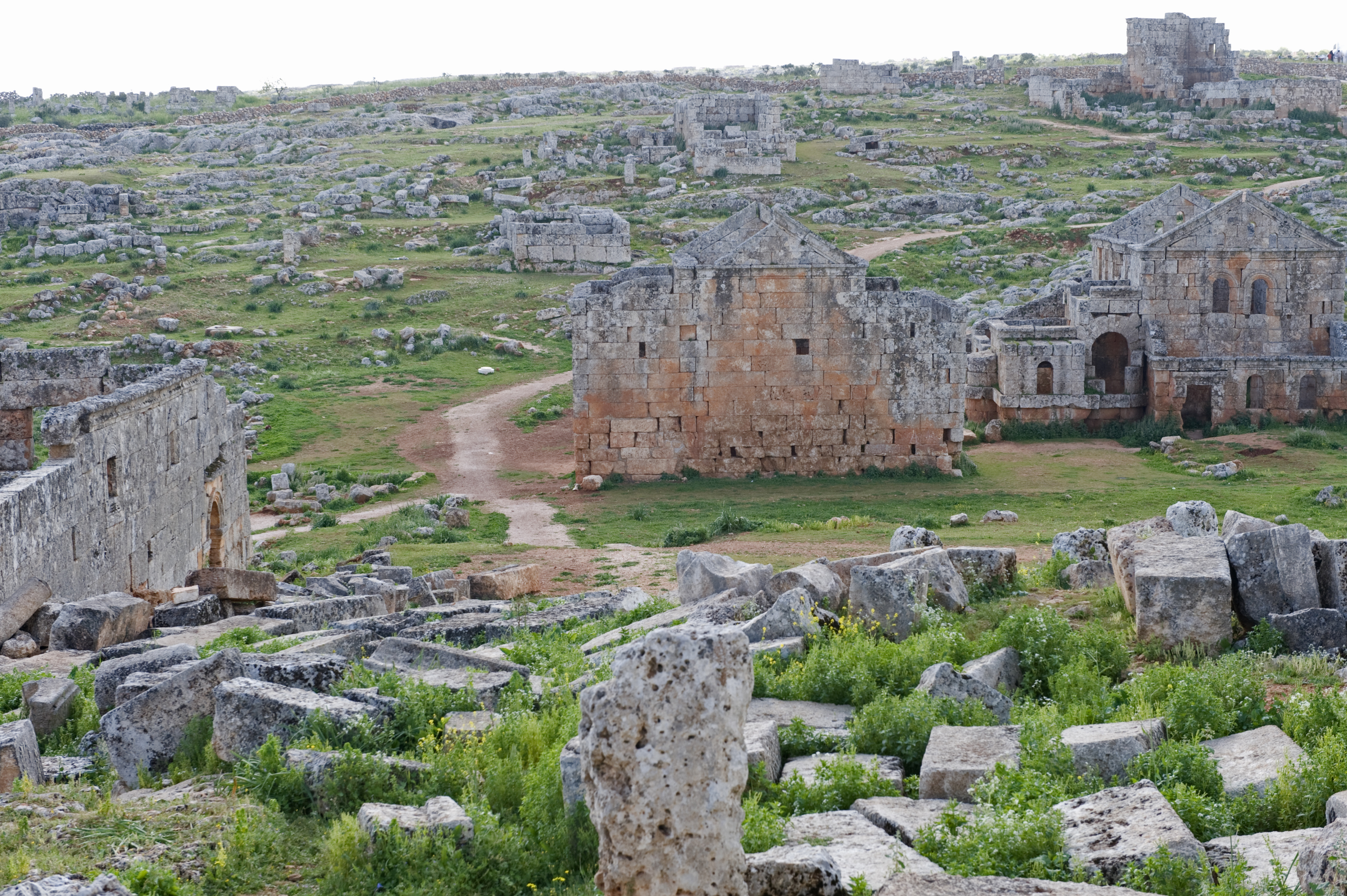
Serjilla: église, thermes et andron.

Si l'on considère le plan de base et la décoration, on distingue difficilement les maisons d'habitation des maisons communautaires que l'on a appelées andron, sur la base d'inscriptions que l'on a découvertes. Les andron occupaient une place centrale dans le village et ils n'étaient pas entourés par une cour (contrairement aux bâtiments d'habitation). À l'étage, une grande pièce unique servait sans doute à des réunions pour les hommes. Ainsi, l'andron de Sergilla est un bâtiment à étage de forme presque carrée (ce qui le distingue des maisons communes de plan rectangulaire). Il a été identifié comme lieu de réunion, mais il est difficile de savoir en quoi consistaient ces réunions : étaient-ce des banquets rituels, des sortes de « conseils municipaux », des bourses de commerce? On l'ignore.

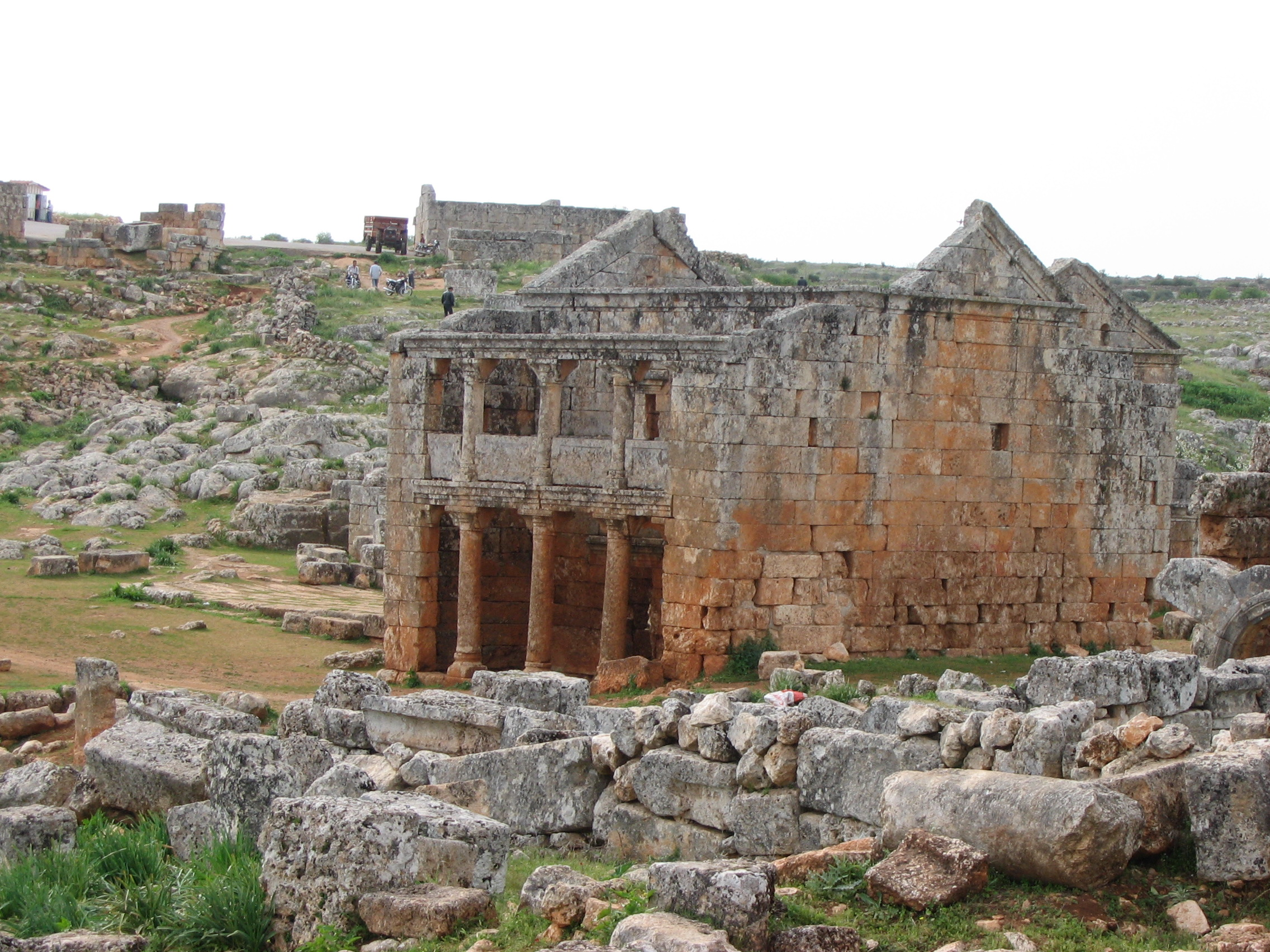
Serjilla: landron.

On trouvait d'autres bâtiments communautaires dans certains villages, par exemple des logements réservés aux voyageurs (xenodocheia), des auberges (pandocheia) et des bains publics (thermes). La conception ornementale des maisons, en particulier les chapiteaux des colonnes, a suivi l'évolution de la construction des églises. Sur certains bâtiments profanes, les murs extérieurs sont rythmés par des bandes en relief, thème qui a aussi été repris de l'architecture religieuse. On a de très bons exemples de telles structures de façade dans le cas de maisons seigneuriales à Serjilla et sur trois bâtiments à Dalloza (Deir Lhose), deux localités situées dans le Jebel Zawiye.

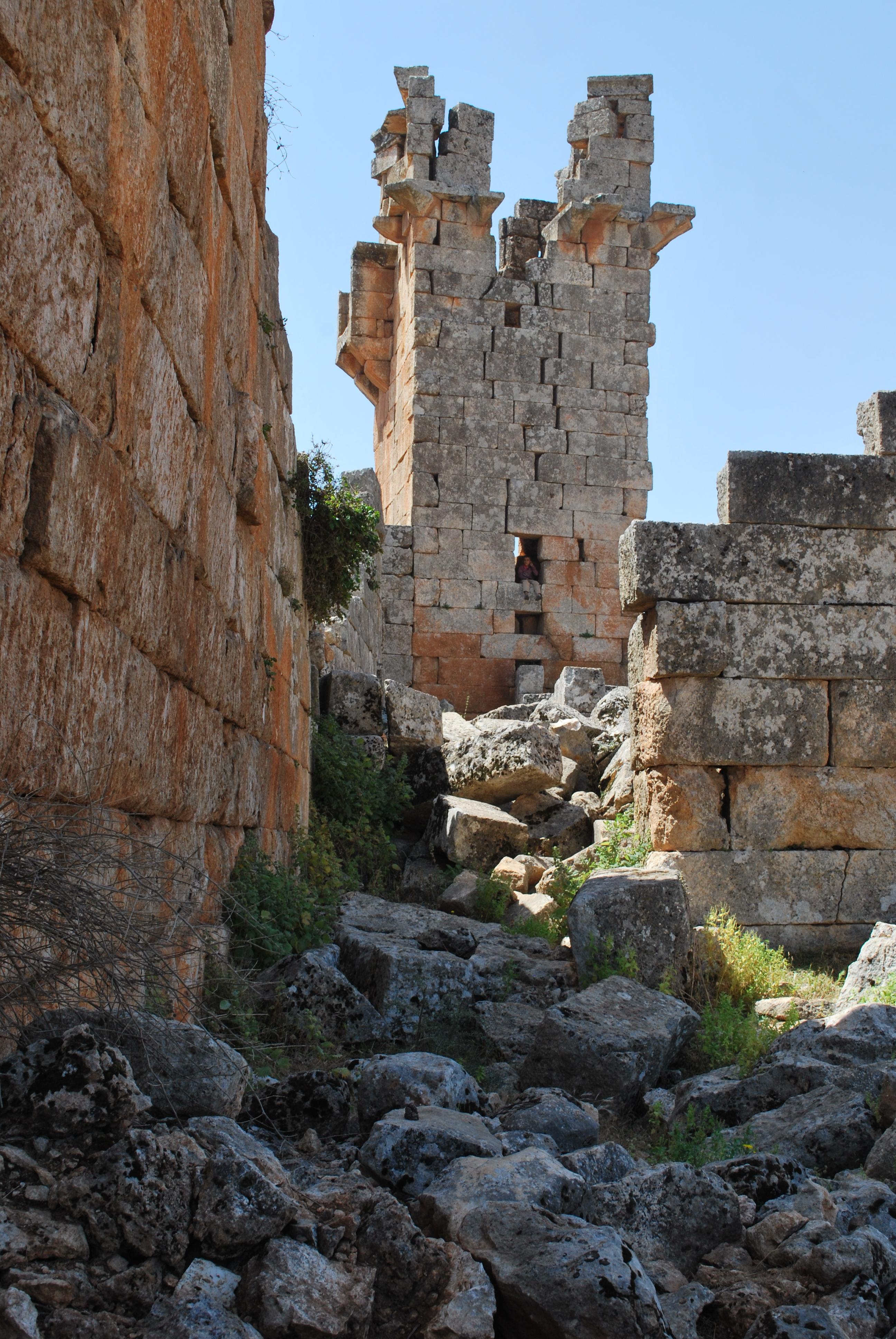
La tour de Jerada.

### Tours
Autres bâtiments énigmatiques, les tours qui dominent nombre de villages et dont, là encore, la fonction n'a pas été entièrement élucidée. Certaines dépassent les dix mètres de hauteur. Il en est qui présentent un seul étage, et servaient sans doute de logement à des ermites. Cette utilisation est tout à fait plausible pour des tours comme celle de Refade, près du monastère Saint-Siméon-le-Stylite. Dans les régions montagneuses, où les attaques des nomades étaient peu probables, les tours isolées ont pu également servir de lieux de retraite pour les moines et les ermites.
Comme on a retrouvé à plusieurs reprises des latrines en surplomb, il semble bien qu'elles ont pu être occupées de façon permanente. Il se pourrait aussi que ces tours aient servi au guet, tandis que les étages inférieurs faisaient fonction de remise ou de silo,. Dans les villages, ces tours pouvaient être adjointes aux maisons, comme à Jerada, ou construites dans les champs, à l'extérieur du village. La façade ouest de plusieurs églises est flanquée par deux tours.

### Églises

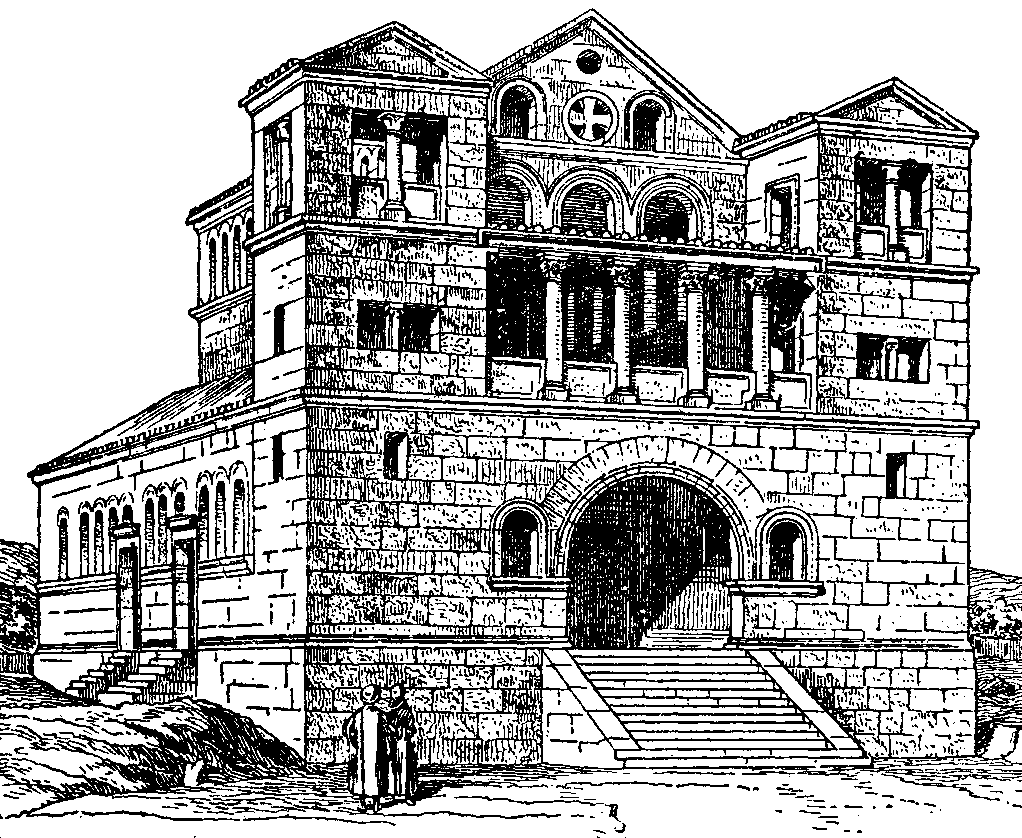
Façade à deux tours du pignon ouest de. D dessin de Melchior de Vogüé, 1865-1877.

Les fouilles archéologiques révèlent que les premiers offices chrétiens du massif calcaire ont eu lieu à Qirqbize (près de Qalb Loze, à la hauteur du Jebel il-Ala) dans une salle d'habitation rectangulaire transformée en maison-église au IIIe siècle. C'est à partir de la forme de base de la maison romaine que se sont développés des bâtiments d'églises sans ornements, à une ou trois nefs. Comme les maisons particulières avec leur plan de construction et plus tard leur conception ornementale, elles s'inscrivaient dans la tradition de l'architecture hellénistique et ne suivaient pas la tradition byzantine de la salle à coupole. La plus ancienne église datée de la région, à Fafertin, dans le Jebel Siman, présentait au-dessus du portail sud-est une inscription grecque portant l'année 372.
La majorité des bâtiments d'églises conservés depuis la fin du IVe siècle comportaient un seul étage ; seuls quelques-uns étaient pourvues d'une tribune (tribune). La loi ecclésiastique prescrivait l'orientation du sanctuaire vers l'est. Les plus répandues étaient les basiliques à colonnes à trois nefs, dont plus d'une centaine sont connues. Les premières églises à nef unique de Jebel il-Ala ressemblaient encore à de simples maisons à pignon. Le premier grand architecte nommé dans les inscriptions fondatrices est Markianos Kyris qui, au cours des deux premières décennies du Ve siècle, fut responsable de la construction de quatre églises dans des villes voisines, sur le versant nord du Jebel Barischa. L'un de ces bâtiments est l'église orientale de Babisqa, réalisée dans un style simple et clair (portail de la cour achevé en 390, église en 401) ; un autre est l'église de Paul et Moïse à Dar Qita, de 418. D'autres inscriptions à son nom, mais non datées, se trouvent à l'église orientale de Ksedjbeh et à l'église de Qasr il-Benat (Qaşr el-Banāt, 432). L'inscription de cette dernière église, complétée par un successeur, déclare que Markianos Kyris « l'a construite selon un vœu » et qu'il a été enterré dans l'abside. C'est un signe de la grande vénération dont jouissait le bâtisseur, les lieux de sépulture étant extrêmement rares à l'intérieur des églises.

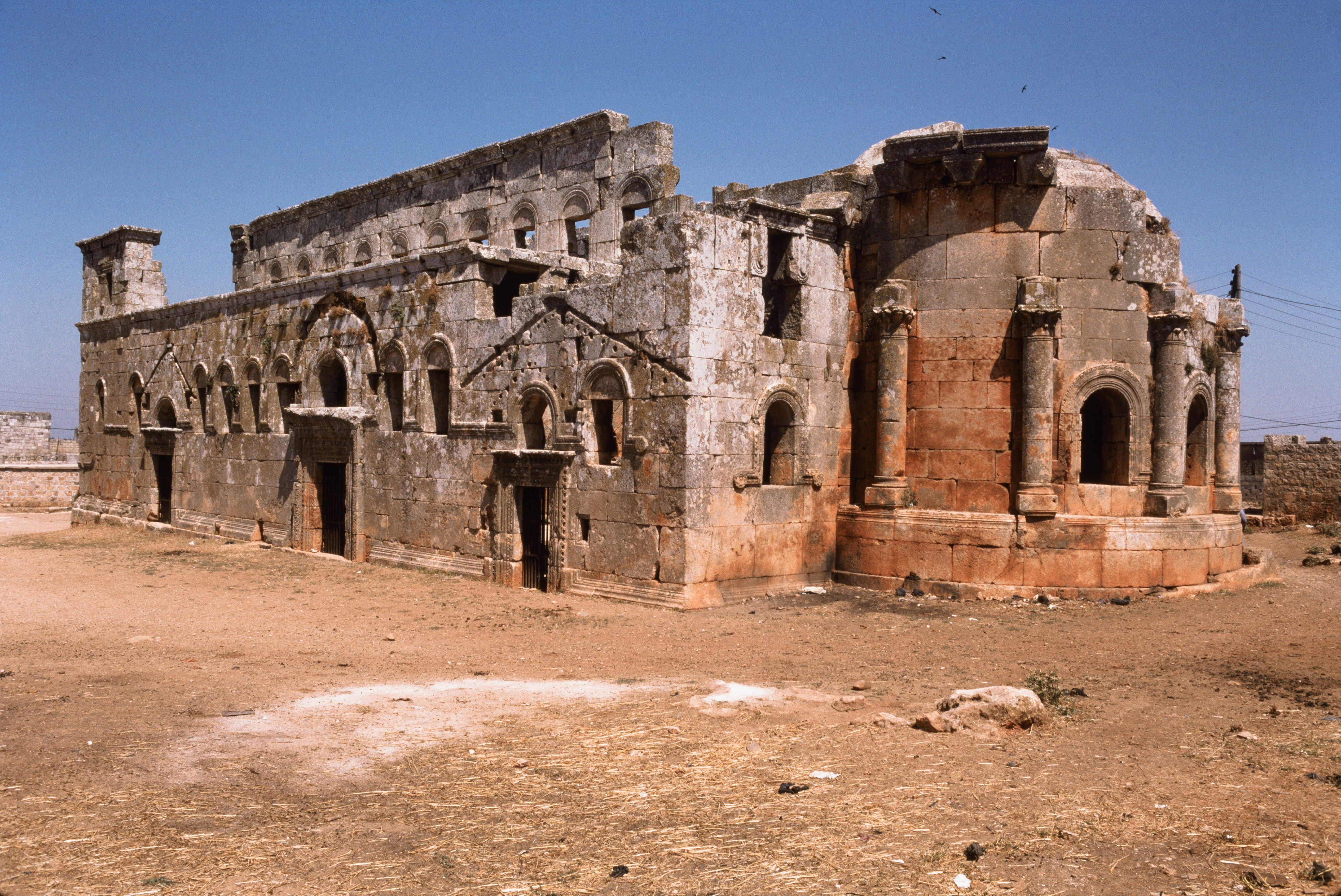
Vue du sud-ouest de la basilique de Qalb-Lozeh, avec son abside semi-circulaire.

La basilique à larges arcades de Qalb Loze sur le Jebel il-Ala, la plus ancienne et très bien conservée, date du milieu du Ve siècle. Ce style particulier d'églises syriennes a créé des travées de plus de dix mètres entre les arcades : la plus grande distance entre les piliers se trouvait dans la basilique de la cour du temple de Baalbek, qui n'existe plus, et dans la basilique A du site de pèlerinage syrien oriental de Resafa. La seule basilique à larges arcades du Sud a été bâtie vers 500 à Ruweiha. La formule de l'église nord de Ruweiha (église de Bizzos), qui présente, pour soutenir les hauts murs de la nef centrale, des piliers massifs et trapus — au lieu de colonnes élancées — n'a pas été repris dans la région.
Très souvent, l'ajout de pièces latérales à l'abside semi-circulaire a été repris de l'architecture des temples romains, de sorte que l'abside était enfermée dans le bâtiment et invisible de l'extérieur, avec un chevet plat. Comme pour les bâtiments résidentiels, les entrées dans les églises du massif calcaire central et septentrional se situaient du côté sud, le pignon ouest restant fermé et ne recevant de porte qu'à partir du Ve siècle. Au sud du massif, la façade ouest des églises primitives s'ouvrait par une large porte. Au cours des Ve et VIe siècles sont venues s'ajouter des basiliques à nef unique, témoignant d'un style architectural régional. Puis des églises à trois nefs avec un chœur rectangulaire au lieu de l'abside se sont développées dans la seconde moitié du Ve siècle. La dernière église de cette époque dans le nord de la Syrie et en même temps l'une des dernières de toute la Syrie est l'église Saint-Serge de Babisqa, datée de 609-610.
La plupart des églises avec un sanctuaire rectangulaire se trouvaient dans la région de Jebel Barischa, et il y en avait aussi quelques-unes dans d'autres régions du nord. Il s'agissait probablement d'aménagements du VIe siècle réservés aux petites églises de village. Toutes ces églises avaient un toit à simple pente, constitué d'une structure en bois sur le mur est, au-dessus du chœur. Ce type de bâtiment comprend l'église occidentale de Baqirha (datée de 501), l'église orientale locale de 546, l'église de Hirbet Hasan (Khirbit Hasan, 507) et les églises Sergios de Dar Qita (537) et Babisqa. On trouve aussi trois basiliques à larges arcades.
La forme spéciale la plus élaborée pour une abside d'église est venue de l'église de pèlerinage de Qalb Loze. L'abside, jusque là invisible depuis l'extérieur, fait maintenant saillie du mur en demi-cercle, soulignée par des colonnes placées sur un rebord de fenêtre devant le mur de l'abside. Qalb Loze est l'étape préliminaire du monastère Saint-Siméon-le-Stylite, qui a été construit un peu plus tard vers la fin du Ve siècle. Ce bâtiment d'église, le plus important du nord de la Syrie, est d'abord apparu sur l'église Phocas à Basufan, achevée en 491-492, qui avait également trois colonnes sur deux étages, présentées sur un mur d'abside semi-circulaire. L'église du monastère de Deir Turmanin avait également une abside à colonnes, dont l'abside pentagonale était située entre les pièces latérales faisant saillie sur le côté, comme à Basufan.
À Deir Turmanin (à 10 km au sud de Deir Seman), à Qalb Loze et à la Bizzoskirche de Ruweiha, on trouve les seules façades d'entrée à deux tours de la région des Villes Mortes. Les deux tours d'angle, avec un vestibule étroit (narthex) entre elles, soulignaient le portail principal derrière un arc à large ouverture. Les tours jumelles sur les églises sont une refonte, dont la conception dans la région remonte à la maison à cour hittite de Hilani et se trouve aussi à l'époque hellénistique sur certaines façades de temples et de palais. Le développement de ce type de façade s'est étendu par la suite à toute l'architecture romane européenne.

### Sépultures
La forme de sépulture la plus courante était l'hypogée, salle souterraine creusée dans la roche, avec des niches funéraires (arcosolia) sur trois côtés et une entrée du quatrième côté. L'entrée était visible de l'extérieur et dans certains cas conçue comme un portail de temple. On trouve aussi des sarcophages en pierre avec des couvercles placés au niveau du sol ; parfois, la tombe était enfoncée dans le sol rocheux et seul le couvercle restait visible. À Brad, dans le Nord, un auvent sur quatre poteaux avec un toit pyramidal est la combinaison d'une salle souterraine et d'un monument funéraire visible au-dessus du sol. À Kaukanaya, au sud de Qalb Loze, le toit pyramidal d'un bâtiment funéraire daté de 384 apr. J.-C. repose sur huit piliers de pierre. À al-Bara, à Ba'uda et à Dana, dans le Sud du massif, s'élèvent des mausolées carrés aux toits pyramidaux, dont la forme remonte au mausolée grec d'Halicarnasse. À Dana (Sud), un porche couvert de poutres en pierre a été ajouté, dont une partie est encore conservée, reposant sur deux colonnes.

#### Galerie

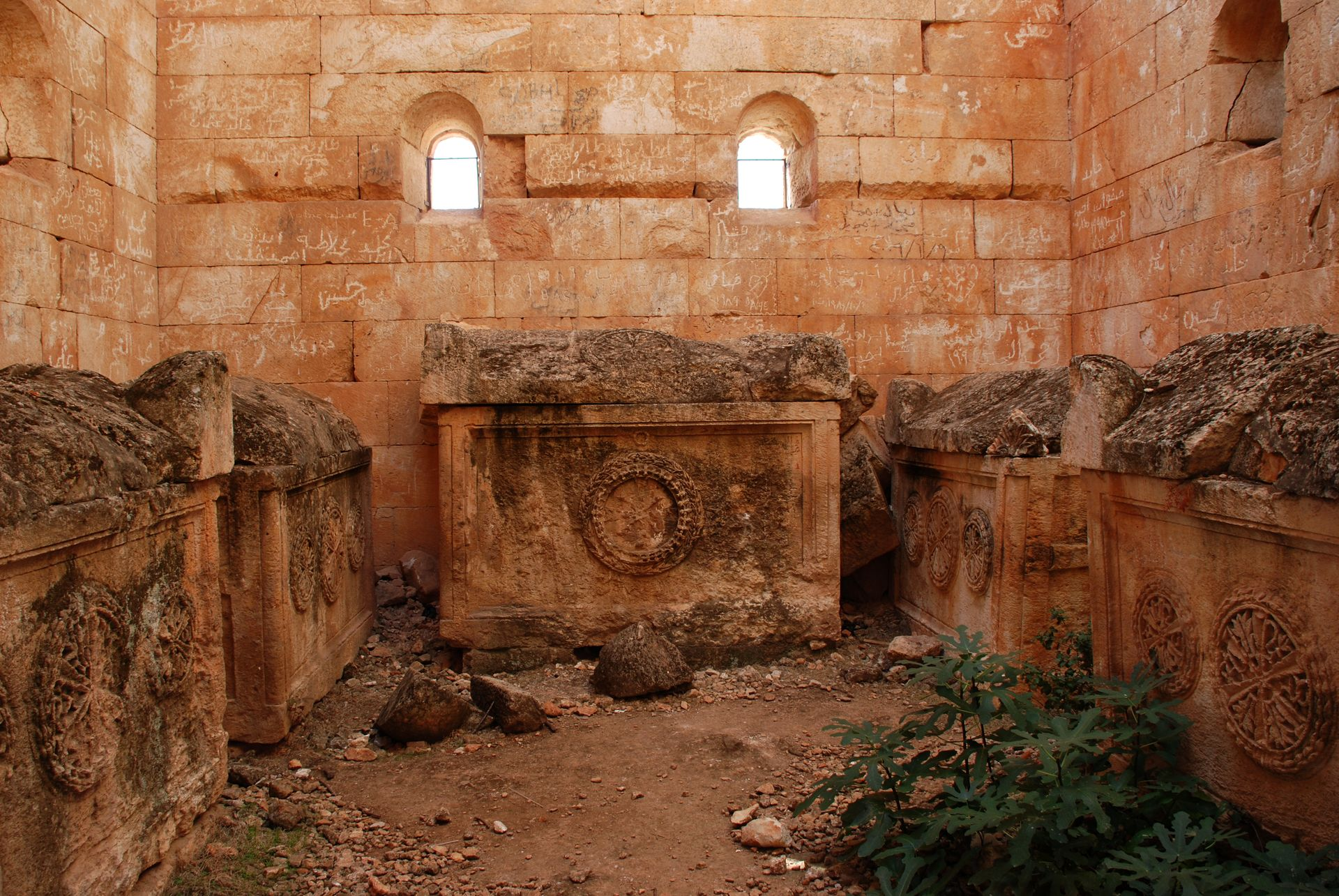
Sarcophages dans la plus grande des deux tombes pyramidales d'al-Bara
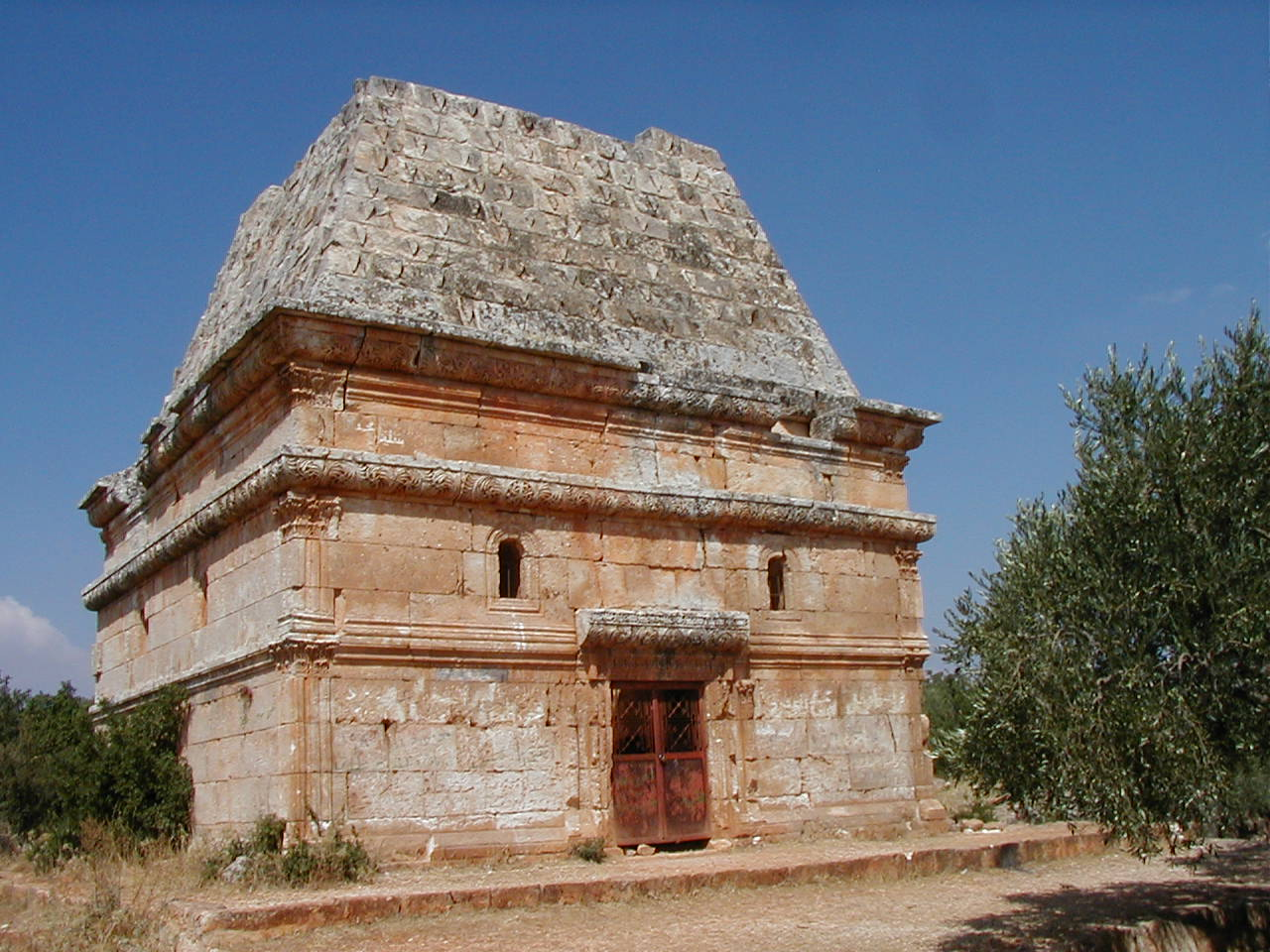
L'un des deux tombeaux pyramidaux d'Al-Bara.
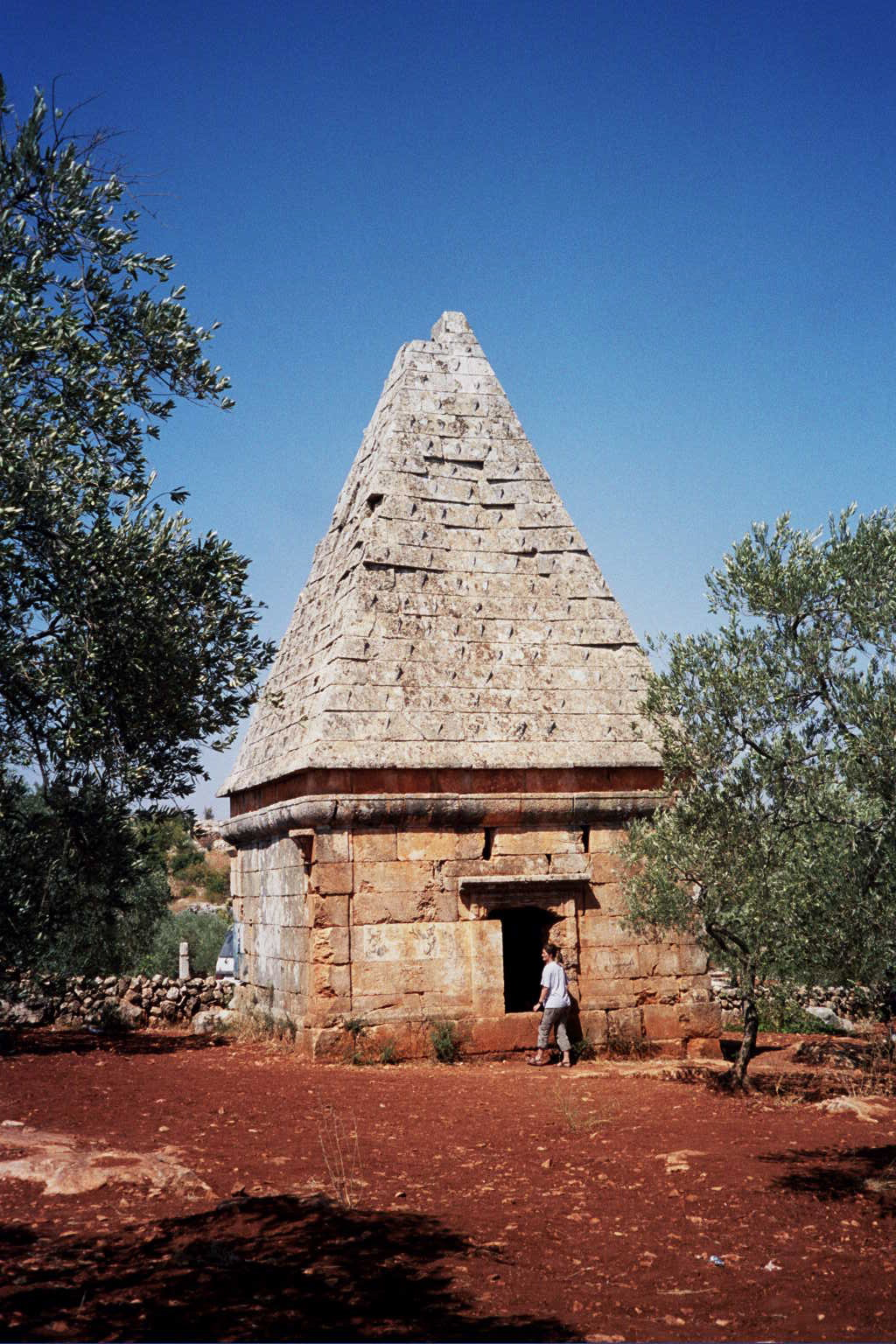
La deuxième tombe pyramidale d'Al-Bara.

## Liste des villages
Jebel Sem’an, au Nord
- Basufan
- Brad (Kaprobarada)
- Burj Haidar (Kaprokera)
- Deir Seman (Telanissos)
- Deir Turmanin
- Fafertin
- Kalota
- Kharab Shams
- Mushabbak
- Kafr Nabu
- Monastère Saint-Siméon-le-Stylite
- Refade
- Simkhar

Massif calcaire central
- Ba’uda (Idlib) (Baude)
- Babisqa
- Baqirha
- Barisha
- Berriš Nord
- Bettir
- Dana (Nord)
- Dar Qita
- Déhès
- Deir Seta
- Qalb Loze
- Qirqbize

Jebel Zawiyé, au Sud
- Al-Bara (Kapropera)
- Ba'uda (Baude)
- Btirsa
- Dana (Sud)
- Jerada
- M’rara (Meghara)
- Ruweiha
- Sergilla
- Shinsharah (Khirbet Hass)